# 探测器1号
探测器1号（英語：Zond 1）属于前苏联探测器系列中的一艘航天器，也是苏联第二艘到达金星的探测飞船，虽然当时它与地球的通讯业已中断。它携带有一台90厘米的球形着陆舱，里面安装了用于大气层化学分析、表面岩石伽马射线测量以及光度计、温度计和压力计等科学设备，为考虑降落于水中，它还携带有一具运动/摇摆传感器。

## 历史
由于气垫增压火箭（BOZ）在L级阶段繁发故障，前苏联至少损失了三艘行星探测器，但经调查发现，这一问题很容易得到解决。1964年4月，一艘“金星3M-1型”太空探测器从丘拉塔姆发射升空。在这次发射中运载火箭表现完美，但在巡航阶段，传感器窗口发生破裂，导致电子设备舱因空气缓慢泄漏而失压，这一问题非常严重，因为当时苏联的电子产品均依赖于真空管，一旦没有空气冷却，就会产生过热。而地面控制台一条不适时的指令又打开了它的无线电系统，探测器内残剩的稀薄空气，引发电子设备电晕放电而短路。总设计师谢尔盖·科罗廖夫对此次任务的失败极为痛心，要求第一实验设计局（OKB-1）实施更为严格的质量管控，包括进行X射线压力泄漏测试。
到4月中旬，主探测器上的电子设备已完全失灵，所有信号传输都已停止，但仍可通过着陆器进行通信，
并接收到了太空辐射和氢原子分光计的测量结果。太空船上的星光追踪仪也用于对航向进行修正，但一台以每秒65英尺(每秒20米)的速度偏离，而另一台星光追踪仪也发生了故障，为此，迫使地面控制人员不得不将探测器1号调整为自旋稳定模式。但到5月14日，所有的通讯联系都已中断。1964年7月14日，该探测器从距离金星10万公里处飞过。
金星3号也采用了类似的着陆舱设计。
 

### 命名
“探测器”任务是前苏联提出的工程试验项目，至少在某种程度上可能是这样。当时的西方观察家认为，该名称被用来掩盖失败的任务，就像“宇宙号”被用于所有未脱离地球轨道的任务一样。最近有人提出，“探测器”（Zond）实际上是工程测试的内部项目名，但如果它更成功的话，“探测器1号”将升名为“金星号”，探测器1号实际上是第二艘原本打算以“探测号”命名的飞船，但它前面一艘未能离开地球且已被指名为宇宙21号。

## 另请参阅
- 金星探测任务列表